# Lake Jackson
Lake Jackson és una població dels Estats Units a l'estat de Texas. Segons el cens del 2000 tenia 26.386 habitants.

## Demografia
Segons el cens del 2000, Lake Jackson tenia 26.386 habitants, 9.588 habitatges, i 7.344 famílies. La densitat de població era de 535,1 habitants/km².
Dels 9.588 habitatges en un 42,6% hi vivien nens de menys de 18 anys, en un 64,7% hi vivien parelles casades, en un 8,5% dones solteres, i en un 23,4% no eren unitats familiars. En el 20% dels habitatges hi vivien persones soles el 7,3% de les quals corresponia a persones de 65 anys o més que vivien soles. El nombre mitjà de persones vivint en cada habitatge era de 2,74 i el nombre mitjà de persones que vivien en cada família era de 3,18.
Per edats la població es repartia de la següent manera: un 30,6% tenia menys de 18 anys, un 7,6% entre 18 i 24, un 30,2% entre 25 i 44, un 21,7% de 45 a 60 i un 9,9% 65 anys o més.
L'edat mediana era de 34 anys. Per cada 100 dones de 18 o més anys hi havia 93,3 homes.
La renda mediana per habitatge era de 60.901 $ i la renda mediana per família de 69.053 $. Els homes tenien una renda mediana de 60.143 $ mentre que les dones 30.398 $. La renda per capita de la població era de 25.877 $. Aproximadament el 5,4% de les famílies i el 6,4% de la població estaven per davall del llindar de pobresa.

## Poblacions més properes
El següent diagrama mostra les poblacions més properes.